# Fjälltjärnet, Dalsland
Fjälltjärnet är en sjö i Bengtsfors kommun i Dalsland och ingår i Göta älvs huvudavrinningsområde.